# Варваровская волость
Варваровская во́лость — историческая административно-территориальная единица Старобельского уезда Харьковской губернии с центром в слободе Варваровка.
По состоянию на 1885 год состояла из 7 поселений, 7 сельских общин. Население — 3250 человек (1565 мужского пола и 1685 — женского), 564 дворовых хозяйства.
|                        | Площадь, десятин | В том числе пахотной, дес. |
| ---------------------- | ---------------- | -------------------------- |
| Сельских общин         | 2804             | 2430                       |
| Частной собственности  | 28996            | 11163                      |
| Казенной собственности | —                | -                          |
| Другой собственности   | 100              | 35                         |
| В целом                | 31900            | 13628                      |

Основные поселения волости по состоянию на 1885 год:
- Варваровка — бывшая владельческая слобода в 45 верстах от уездного города, 1968 человек, 385 дворовых хозяйств, православная церковь, молитвенный дом, постоялый двор. За 5 верст — винокуренный завод с паровой мельницей. За 30 верст — стеклянный завод.
- «Беляевка» — бывшая владельческая слобода, 330 человек, 56 дворовых хозяйств, православная церковь, паровая мельница.

В конце XIX века волость была ликвидирована, территория вошла в состав Боровенской волости.